# スクリーブン郡 (ジョージア州)
スクリーブン郡（スクリーブンぐん、英: Screven County）は、アメリカ合衆国ジョージア州の東部に位置する郡である。2010年国勢調査での人口は14,593人であり、2000年の15,374人から5.1%減少した。郡庁所在地はシルベニア市（人口2,956人）であり、同郡で人口最大の都市でもある。

## 歴史
スクリーブン郡は1793年12月14日に設立され、郡名はアメリカ独立戦争に従軍したジェイムズ・スクリーブン将軍に因んで名付けられた。

## 地理
アメリカ合衆国国勢調査局に拠れば、郡域全面積は655.59平方マイル (1,698.0 km2)であり、このうち陸地648.44平方マイル (1,679.5 km2)、水域は7.14平方マイル (18.5 km2)で水域率は1.09%である。サバンナ川が郡の東部境界となり、オギーチー川が南西境界となっている。標高はサバンナ川沿いの40フィート (12 m) からシルベニアから数マイル西、ベイブランチの町の320フィート (96 m) まで変化している。南部に多い松、オーク、ハナミズキなどの木が郡内でも見られる。

### 主要高規格道路

#### アメリカ国道
- アメリカ国道301号線
- アメリカ国道301号線産業道路（シルベニア）

#### ジョージア州道
- ジョージア州道17号線
- ジョージア州道21号線
- ジョージア州道21号線産業道路
- ジョージア州道24号線
- ジョージア州道73号線

### 隣接する郡
- アレンデール郡 (サウスカロライナ州) - 北
- ハンプトン郡 (サウスカロライナ州) - 東
- エフィンガム郡 - 南東
- ブロック郡 - 南西
- ジェンキンス郡 - 西
- バーク郡 - 北西

## 人口動態
以下は2000年の国勢調査による人口統計データである。
| 基礎データ - 人口: 15,374人 - 世帯数: 5,797 世帯 - 家族数: 4,104 家族 - 人口密度: 9人/km2（24人/mi2） - 住居数: 6,853軒 - 住居密度: 4軒/km2（11軒/mi2） 人種別人口構成 - 白人: 53.56% - アフリカン・アメリカン: 45.29% - ネイティブ・アメリカン: 0.14% - アジア人: 0.26% - 太平洋諸島系: 0.05% - その他の人種: 0.20% - 混血: 0.49% - ヒスパニック・ラテン系: 0.96% | 年齢別人口構成 - 18歳未満: 27.9% - 18-24歳: 8.9% - 25-44歳: 26.5% - 45-64歳: 22.7% - 65歳以上: 14.0% - 年齢の中央値: 36歳 - 性比（女性100人あたり男性の人口） - 総人口: 91.4 - 18歳以上: 86.8 世帯と家族（対世帯数） - 18歳未満の子供がいる: 33.7% - 結婚・同居している夫婦: 48.0% - 未婚・離婚・死別女性が世帯主: 18.3% - 非家族世帯: 29.5% - 単身世帯: 26.5% - 65歳以上の老人1人暮らし: 11.4% - 平均構成人数 - 世帯: 2.60人 - 家族: 3.14人 | 収入と家計 - 収入の中央値 - 世帯: 29,312米ドル - 家族: 34,753米ドル - 性別 - 男性: 30,228米ドル - 女性: 20,154米ドル - 人口1人あたり収入: 13,894米ドル - 貧困線以下 - 対人口: 20.1% - 対家族数: 15.5% - 18歳未満: 22.4% - 65歳以上: 25.5% |

## 都市と町
| - クーパービル - ハルシオンデール - ヒルトニア - ハンターズ - ルイス | - ミルヘイブン - ニューイントン - オリバー - ロッキーフォード - シェパーズ | - シルベニア - 郡庁所在地 - ホワイトヒル - ウッドクリフ - ジーグラー |

## 著名な出身者
- バッキー・デント、メジャーリーグベースボールの選手、ニューヨーク・ヤンキース、サバンナ市生まれ、少年期をシルベニアで過ごした